# Pistoia Basket 2000 2024-2025
Questa voce raccoglie le informazioni riguardanti il Pistoia Basket 2000 nelle competizioni ufficiali della stagione 2024-2025.

## Stagione
La stagione 2024-2025 del Pistoia Basket 2000, sponsorizzata Estra, è la 9ª nel massimo campionato italiano di pallacanestro, la Serie A.
Per la composizione del roster si decise di cambiare la formula, scegliendo quella con 6 giocatori stranieri senza vincoli.
Il 5 novembre viene licenziato il coach Dante Calabria, al suo posto viene annunciato il macedone Zare Markovski.

## Maglie
Il fornitore ufficiale del materiale tecnico per la stagione 2024-2025 è Macron.

## Organigramma societario
Dal sito internet della società.
Area dirigenziale
- Presidente: Ron Rowan, dal 7 marzo Joseph Mark David
- Vice presidente: Massimo Capecchi
- Consigliere: Dario Baldassarri
- Direttore generale: Cristiano Ettore Saracca
- Direttore sportivo: Marco Sambugaro

Area generale e organizzativa
- Direttore commerciale: Giulio Pacini
- Direttore marketing: Andrea Agazzani
- Direttore comunicazione: Saverio Melegari
- Team manager: Andrea Tronconi
- Segreteria amministrazione: Serena Biondi
- Logistica: Renzo Cecchi
- Segreteria generale: Cesare Evotti
- Social: Giacomo Carobbi

Area tecnica
- Allenatore: Dante Calabria, dal 5 novembre Zare Markovski, dal 26 dicembre Gašper Okorn
- Assistente allenatore: Tommaso Della Rosa
- Assistente allenatore: Giuseppe Valerio
- Preparatore atletico: Luca Tasselli
- Preparatore fisico: Rachele Chiappelli
- Responsabile settore giovanile: Cristiano Biagini

## Roster
Aggiornato al 3 agosto 2024
| Estra Pistoia 2024-25 | Estra Pistoia 2024-25 |
| Giocatori             | Staff tecnico         |
| --------------------- | --------------------- |

| N. | Naz.                                             | Ruolo | Nome                    | Anno | Alt.   | Peso   |  |
| -- | ------------------------------------------------ | ----- | ----------------------- | ---- | ------ | ------ |  |
| 0  | Italia (bandiera)                                | AP    | Gabriele Benetti        | 1995 | 200 cm | 91 kg  |  |
| 00 | Stati Uniti (bandiera)                           | P     | Semaj Christon          | 1992 | 192 cm | 86 kg  |  |
| 2  | Italia (bandiera)                                | P     | Gianluca Della Rosa (C) | 1996 | 180 cm | 73 kg  |  |
| 3  | Italia (bandiera)                                | G     | Micheal Anumba          | 1999 | 192 cm | 100 kg |  |
| 4  | Stati Uniti (bandiera)                           | AG    | Elijah Childs           | 1999 | 201 cm | 104 kg |  |
| 4  | Italia (bandiera)                                | GA    | Marco Ceron             | 1992 | 195 cm | 100 kg |  |
| 5  | Stati Uniti (bandiera)                           | AG    | Eric Paschall           | 1996 | 198 cm | 110 kg |  |
| 6  | Italia (bandiera)                                | GA    | Antonio Novori          | 2007 | 196 cm | 83 kg  |  |
| 6  | Italia (bandiera)                                | G     | Luca Santi              | 2006 | 186 cm |        |  |
| 6  | Italia (bandiera)                                |       | Gianmarco Pinelli       | 2007 |        |        |  |
| 8  | Stati Uniti (bandiera)                           | GA    | Maverick Rowan          | 1996 | 201 cm | 100 kg |  |
| 9  | Stati Uniti (bandiera)                           | AG    | Maurice Kemp            | 1992 | 203 cm | 86 kg  |  |
| 10 | Stati Uniti (bandiera)                           | C     | Derek Cooke             | 1991 | 206 cm | 105 kg |  |
| 11 | Stati Uniti (bandiera)                           | P     | Michael Forrest         | 1999 | 185 cm | 79 kg  |  |
| 12 | Italia (bandiera)                                | P     | Alfredo Boglio          | 2003 | 190 cm | 77 kg  |  |
| 14 | Italia (bandiera)                                | G     | Leonardo Cemmi          | 2005 | 192 cm | 89 kg  |  |
| 14 | Italia (bandiera)                                | G     | Jacopo Chiti            | 2007 |        |        |  |
| 14 | Italia (bandiera)                                | AP    | Federico Stoch          | 2006 | 198 cm | 90 kg  |  |
| 15 | Italia (bandiera)                                | P     | Lorenzo Saccaggi        | 1992 | 188 cm | 87 kg  |  |
| 21 | Stati Uniti (bandiera) · Lettonia (bandiera)     | AC    | Andrew Smith            | 1992 | 206 cm | 100 kg |  |
| 25 | Lettonia (bandiera)                              | AC    | Kārlis Šiliņš           | 1997 | 211 cm | 112 kg |  |
| 33 | Stati Uniti (bandiera)                           | G     | Kadeem Allen            | 1993 | 185 cm | 91 kg  |  |
| 70 | Rep. Dominicana (bandiera) · Ungheria (bandiera) | A     | Vincent Valerio-Bodon   | 2001 | 206 cm | 95 kg  |  |
| 77 | Austria (bandiera)                               | C     | Luka Brajkovic          | 1999 | 208 cm | 113 kg |  |
| -  | Italia (bandiera)                                | G     | Lorenzo Agostini        | 2007 | 190 cm | 83 kg  |  |
| -  | Italia (bandiera)                                |       | Edoardo Grieco          | 2007 |        |        |  |

| Allenatore |
| - / Dante Calabria (fino al 5 novembre) - / Zare Markovski (dal 5 novembre fino al 26 dicembre) - Gašper Okorn (dal 26 dicembre) |
| Assistente/i |
| - Giuseppe Valerio - Tommaso Della Rosa Legenda - (C) Capitano - (IN) Inattivo - Infortunato Roster                              |

## Mercato

### Sessione estiva
| P  | Alfredo Boglio   | R. Morris Colonials | svincolato |
| P  | Semaj Christon   | Brescia             | svincolato |
| P  | Michael Forrest  | BBC Monthey         | svincolato |
| G  | Micheal Anumba   | Winthrop Eagles     | svincolato |
| GA | Maverick Rowan   | Ústí nad Labem      | svincolato |
| AG | Gabriele Benetti | JuVi Cremona        | svincolato |
| AG | Elijah Childs    | Heidelberg          | svincolato |
| AG | Eric Paschall    | Free agent          | svincolato |
| C  | Luka Brajkovic   | Kolossos Rodi       | svincolato |
| C  | Kārlis Šiliņš    | BG 74 Gottinga      | svincolato |

| Cessioni | Cessioni          | Cessioni          | Cessioni       | Cessioni |
| R.       | Nome              | a                 | Modalità       |          |
| -------- | ----------------- | ----------------- | -------------- | -------- |
| P        | Charlie Moore     | Breogán           | fine contratto |          |
| G        | Payton Willis     | Canarias Tenerife | fine contratto |          |
| AP       | Carl Wheatle      | Reyer Venezia     | fine contratto |          |
| A        | Jordon Varnado    | Promitheas        | fine contratto |          |
| AG       | Ryan Hawkins      | Stade Rochelais   | fine contratto |          |
| C        | Angelo Del Chiaro | Pall. Forlì 2.015 | opzione uscita |          |
| C        | Derek Ogbeide     | Cedevita Olimpija | fine contratto |          |

### Dopo l'inizio della stagione
| Acquisti | Acquisti              | Acquisti         | Acquisti         | Acquisti   |
| R.       | Nome                  | da               | Data             | Modalità   |
| -------- | --------------------- | ---------------- | ---------------- | ---------- |
| C        | Andrew Smith          | Alba Fehérvár    | 19 novembre 2024 | svincolato |
| A        | Maurice Kemp          | Fujian Sturgeons | 22 novembre 2024 | svincolato |
| C        | Derek Cooke           | Free agent       | 1 gennaio 2025   | svincolato |
| GA       | Marco Ceron           | Free agent       | 28 febbraio 2025 | svincolato |
| G        | Kadeem Allen          | Free agent       | 21 marzo 2025    | svincolato |
| A        | Vincent Valerio-Bodon | Rip City Remix   | 5 aprile 2025    | svincolato |

| Cessioni | Cessioni       | Cessioni       | Cessioni         | Cessioni    |
| R.       | Nome           | a              | Data             | Modalità    |
| -------- | -------------- | -------------- | ---------------- | ----------- |
| C        | Luka Brajkovic | Darüşşafaka    | 20 novembre 2024 | rescissione |
| AG       | Elijah Childs  | Free agent     | 22 novembre 2024 | rescissione |
| G        | Leonardo Cemmi | Free agent     | 4 dicembre 2024  | rescissione |
| AC       | Andrew Smith   | Pall. Vigevano | 7 gennaio 2025   | rescissione |
| G        | Micheal Anumba | UEB Cividale   | 11 febbraio 2025 | rescissione |
| P        | Semaj Christon | Vanoli Cremona | 28 febbraio 2025 | rescissione |
| AC       | Kārlis Šiliņš  | Coruña         | 4 marzo 2025     | rescissione |
| GA       | Maverick Rowan | Free agent     | 10 marzo 2025    | rescissione |
| AG       | Maurice Kemp   | Free agent     | 12 aprile 2025   | rescissione |